# 横浜市立新吉田小学校
横浜市立新吉田小学校（よこはましりつ しんよしだしょうがっこう）は、神奈川県横浜市港北区新吉田東にある市立の小学校。

## 沿革
1965年頃から横浜市立新田小学校の学区は宅地開発により人口が急増し、プレハブ校舎での授業を余儀なくされていた。
- 1970年6月 - 用地取得が完了する[2]。
- 1971年
  - 8月30日 - 4階建ての校舎が竣工[2]。
  - 9月1日 - 港北区新吉田町2155番地1に開校。学区は新田小学校から分離[2]。
- 1974年7月19日 - 増築した校舎（体育館）が竣工[2]。
- 1977年 - 新設の横浜市立新吉田第二小学校、横浜市立北綱島小学校へ学区を分離[1]
- 2004年10月18日[3] - 住居表示変更により所在地は港北区新吉田東六丁目44番1号となる[4]  。

## 交通
- 東急東横線綱島駅から東急バス新羽線（勝田折返所行きほか）乗車、「四ツ家」下車徒歩5分。
- 東急東横線綱島駅から、もしくは横浜市営地下鉄ブルーライン（3号線）新羽駅から東急バス新吉田線に乗車、「新吉田小学校南」下車徒歩5分。